# William Beauclerk (8e duc de Saint-Albans)
Pour les articles homonymes, voir William Beauclerk (homonymie) et Beauclerk.
William Beauclerk, 8e duc de Saint-Albans (18 décembre 1766 – 17 juillet 1825) est le fils de Aubrey Beauclerk (5e duc de Saint-Albans) et de sa femme Catherine.

## Famille
Il se marie, tout d'abord à Charlotte Thelwell (c. 1769 – 19 octobre 1797), le 20 juillet 1791.
Il se remarie avec Maria Janetta Nelthorpe (c. 1779 – 17 janvier 1822), le 4 mars 1799. Ils ont treize enfants:
- Maria Amelia Beauclerk (1800 – 9 juillet 1873), morte célibataire.
- William Beauclerk (9e duc de Saint-Albans) (24 mars 1801 – 27 mai 1849)
- Charlotte Beauclerk (4 avril 1802 – 12 août 1842), morte célibataire.
- Caroline Janetta Beauclerk (28 juin 1804 – 22 août 1862), épouse Arthur Capell (6e comte d'Essex) [2]
- John Nelthorpe Beauclerk (9 décembre 1805 – août 1810); inhumé le 4 août 1810
- Louisa Georgiana Beauclerk (28 décembre 1806 – 18 février 1843), mariée à Thomas Hughan
- Frederick Charles Pierre Beauclerk (28 juin 1808 – 17 novembre 1865), marié à Jemima Johnstone.
- Georgiana Beauclerk (1809 – 8 janvier 1880), épouse de Montague Cholmeley, 2e baronnet.
- Marie Noel Beauclerk (28 décembre 1810 – 29 novembre 1850), épouse de Thomas G. Corbett. Parmi ses descendants figure Samantha Cameron, la femme de l'ancien Premier Ministre britannique David Cameron.
- Henry Beauclerk (23 juin 1812 – 22 janvier 1856), mort célibataire.
- Charles Beauclerk (10 octobre 1813 – 2 novembre 1861), marié à Laura Stopford.
- Amelius Wentworth Beauclerk (16 août 1815 – 24 mars 1879), épouse Frances Harrison.
- George Augustus Beauclerk (14 décembre 1818 – 3 janvier 1880), mort célibataire.